# Abner Zwillman
 (août 2015).
Abner "Longie" Zwillman (27 juillet 1904 à Newark – 27 février 1959 à West Orange, dans le New Jersey) est un mafieux américain, membre de la Yiddish Connection.

## Biographie
Zwillman est né le 27 juillet 1904, à Newark, dans le New Jersey. Il est forcé de quitter l'école pour aider sa famille après la mort de son père en 1918. Zwillman commence à travailler dans un café, puis travaille dans la vente de fruits et légumes dans son quartier avec un cheval loué.
Il vend ensuite des billets de loterie aux femmes au foyer locales et de commerçants locaux. En 1920, Zwillman débute le racket des commerçants locaux.
Au début de la Prohibition, Zwillman se met à la contrebande de whisky dans le New Jersey depuis le Canada, en utilisant des camions blindés. Zwillman utilise ces revenus pour étendre considérablement ses activités dans le jeu illégal, la prostitution et le racket, ainsi que dans des entreprises légitimes, y compris plusieurs clubs et restaurants de nuit.
À la fin des années 1920, Zwillman a un revenu estimé à 2 millions de dollars par année. En 1929, Zwillman aide à organiser la Murder Incorporated, l'une des premières réunions entre les dirigeants juifs et italiens du crime organisé, ce qui contribue à la mise en place de La Commission et du Syndicat national du crime, où il sera admis l'année suivante.
Zwillman a une liaison avec l'actrice Jean Harlow, qui obtient un contrat avec la Columbia Pictures. Plus tard, il épouse Mary Mendels, la fille unique d'Eugène Mendels, fondateur de l'American Stock Exchange.
Après la mort de Dutch Schultz en 1935, Zwillman reprend les opérations criminelles de Schultz. La presse commence à appeler Zwillman le « Al Capone du New Jersey ». Cependant, Zwillman a souvent cherché à légitimer son image, offrant une récompense pour le retour du bébé à Lindbergh en 1932, et a contribué à des organismes de bienfaisance, y compris les 250 000 dollars à un projet de construction à Newark.
Peu de temps après avoir repris les activités de Schultz, Zwillman s'implique dans la politique locale, il contrôle la majorité des politiciens locaux à Newark depuis plus de vingt ans. Durant les années 1940, Zwillman, avec son associé de longue date Willie Moretti domine le jeu dans le New Jersey.
Au cours de 1959, Zwillman reçoit une assignation à témoigner devant le Comité judiciaire du Sénat des États-Unis. Cependant, peu de temps avant de comparaître, Zwillman est retrouvé pendu à West Orange, New Jersey, dans sa résidence, le 27 février 1959.
Bien que la mort de Zwillman soit considérée comme étant un suicide, la police a trouvé des contusions sur ses poignets, soutenant la théorie selon laquelle Zwillman a été ligoté avant d'être pendu.
Un suicide pourrait avoir découlé des problèmes d'impôts inextricables de Zwillman, mais il est souvent supposé que Vito Genovese a ordonné de le tuer. D'autres ont affirmé que Meyer Lansky, soupçonnant que le gangster du New Jersey avait accepté de devenir un informateur du gouvernement, a donné le feu vert à la mafia italienne pour prendre des mesures contre Zwillman. La théorie selon laquelle il a été pendu a également été soutenue par le gangster Charles "Lucky" Luciano, qui aurait dit au journaliste Martin Gosch en Italie que la thèse du suicide était un non-sens, et que, avant la pendaison, les assassins de Zwillman l'avaient ligoté comme un cochon. La biographie de Martin Gosch (dont il est coauteur avec Richard Hammer) de Lucky Luciano est quelque peu controversée et considérée comme fictive par de nombreux experts de la mafia. Cependant, les auteurs ont prétendu que le contenu est entièrement basé sur des entretiens avec Luciano, qui est décédé avant que le livre soit publié.